# Пърл (език за програмиране)
Вижте пояснителната страница за други значения на Пърл.
Perl (произнася се „пърл“) е универсален, интерпретативен език за програмиране, създаден от Лари Уол през 1987 г. Лари е трябвало да създава отчети за системата, която е поддържал тогава, но не е съществувал подходящ инструмент за целта (програмата awk не е можела да отваря и затваря файлове въз основа на информацията в тях), което го подтиква да създаде свой специализиран инструмент, който по-късно разпространява безплатно.

## Име
Първоначално името на езика е било Pearl (произнася се по същия начин – „пърл“). Още преди да излезе първата версия на езика, Лари установява, че съществува език за програмиране на име PEARL. С цел да се избегнат конфликти, а и повлиян от характерната за философията на Unix тенденция към кратки имена, Лари променя името на езика на Perl, без да променя произношението му.
Впоследствие се появяват интерпретации на името като съкращение, най-популярната от които е Practical Extraction and Report Language (в превод: практичен език за извличане и отчети). Съществуват и много други интерпретации, включително и такива от самия Лари Уол, като например шеговитото Pathologically Eclectic Rubbish Lister (в превод: патологично многостранен изброител на глупости). Всички те обаче са бекроними. Името на езика не е съкращение от нищо, поради което се пише само с една главна буква – Perl, а не PERL (за разлика от споменатия език PEARL, чието име наистина е съкращение).
Съществува също така тънка разлика в значението в зависимост от това дали името е изписано с главна буква в началото или изцяло с малки букви. Perl е името на езика за програмиране, което, както (почти) всяко друго име, се пише с главна буква. Под perl се има предвид интерпретатора на езика Perl, т.е. програмата, която се стартира, за да се изпълни даден код на Perl. Името на интерпретатора спазва неписаното правило имената на команди под Юникс да са изцяло с малки букви.

## Основни характеристики на Perl
В Perl са заимствани концепции от доста езици – C, awk, sed, Lisp и др. Най-силните му черти са регулярните изрази (англ. regular expression, често съкращавано на regex), вградените сложни структури от данни (обикновени и асоциативни масиви) и един от най-големите в света набори от свободно достъпни модули CPAN. На Perl може да се пише процедурно, обектно ориентирано и функционално (поддържа затваряния, познати още като обвивки, една от най-мощните абстракции в компютърната наука). Perl е слабо типизиран език. Той е интерпретиран, като програмата първо се компилира до машиннонезависими инструкции (байткод), които се изпълняват от интерпретатора. За разлика от Java обаче байткодът не е лесно достъпен, благодарение на което са избегнати редица проблеми с обратната съвместимост. Интерпретаторът на Perl е написан на C и е преносим на огромен брой платформи и операционни системи. Програмата perl2exe и модулът pp могат да бъдат използвани за произвеждане (генериране) на изпълними програми от скриптове на Perl.

## Предимства на езика

### Общността CPAN
CPAN (англ. Comprehensive Perl Archive Network, в превод Изчерпателна мрежа от архиви на Perl) представлява огромна колекция от софтуер написан изцяло или отчасти на Perl. Основната градивна единица на този софтуер е модулът. Съществуват незадължителни, но препоръчителни (и често спазвани на практика) указания за писането на модули за Perl, с необходимата им документация, която често с простотата и стандартността си превъзхожда документацията на много комерсиални продукти.
Разработчиците на Perl създават програмни модули, разрешаващи разнообразни проблеми за почти всички операционни системи и дори програмни езици. Тези модули обикновено са достъпни за използване под същия лиценз, както и самия Perl (т.нар. Artistic License), което допринася за по-нататъшното разрастване на общността. Всички тези модули могат да бъдат разгледани и свалени от www.metacpan.org.

### Обработка на текст
Най-силната страна на Perl е обработката на текст. Това го прави изключително популярен сред системните администратори. Операции като отваряне, четене, синтактичен разбор (известен още като „парсване“), търсене, заместване на текстови файлове са кратки и лесни за програмиране, имплементирани са много ефективно и се изпълняват по-бързо отколкото в повечето други езици.

### Динамични уеб страници
Разработчиците на динамични уеб страници (страниците, чиито съдържание се произвежда на момента на тяхното извикване – т.е. динамично) често използват Perl поради големия брой безплатни скриптове, както и общността на разработчици предлагащи помощ на своите колеги. Богатата библиотека с модули, споменатата мощна текстообработка, която често се налага при генерирането на HTML страници, както и фактът, че е слабо типизиран и интерпретиран език, правят възможна бързата разработка на приложения в много области, включително и настолни графични приложения.
Фактът, че Perl се интерпретира при изпълнение, налага уеб сървърът да стартира на интерпретатора perl за всяка уеб страница, която трябва да се генерира. При по-натоварени сайтове това може да доведе до значително натоварване на системата, както откъм памет, така и откъм процесорно време. За да се избегне това, специално за Perl е създаден модула mod_perl за сървъра Apache, който на практика представлява интерпретатор за Perl, вграден в кода на Apache. Това позволява на уеб сървъра да изпълнява код на Perl, без да се налага да стартира нов процес за всяка заявена уеб страница. Това води до значително увеличение на производителността при намалени ресурси. Mod_perl отива дори още по-надалеч и дава на скриптовете на Perl достъп до всички „вътрешности“ на самия Apache сървър, като им позволява да се намесват във всеки един етап от доставянето на HTML страницата, както и да използват конструкции на Perl в конфигурационните файлове на Apache.

### Използване на командния интерпретатор
Името на главния изпълним файл (т.е. интерпретатора на езика, който превръща текстовия код на Perl в изпълними инструкции за процесора) е същото като името на програмния език, но обикновено се пише с малка буква – perl в *nix системи или perl.exe в Уиндоус системи.
Този изпълним файл може да се използва за бързи изпълнения от командния ред на кратки програми наречени one-liners, които биха отнели много редове (и вероятно време), ако биха били написани на други програмни езици.
Изпълнение на Perl програма съхранена във файл с име my_program.pl
```
perl ./my_program.pl
```

или само ./my_program.pl, ако файлът е изпълним (chmod +x my_program.pl) и започва с директивата #!/usr/bin/perl, или подобна, т.е оказваща пътя до perl (само под *nix).
едноредови изрази (от англ. one-liners):
```
# Стартира дебъгера на Perl за „празната програма“, който може да бъде използван като shell / REPL (read-evaluate-print loop)
perl -de0
```

```
# Отваря всички файлове от типа *.с и променя foo на bar.
perl -p -i.bak -e 's/\bfoo\b/bar/g' *.c
```

```
# Извежда само първите 50 реда от файловете f1, f2, f3.
perl -pe 'exit if $. > 50' f1 f2 f3
```

```
# Изтрива първите 10 реда на файла foo.txt.
perl -i.old -ne 'print unless 1 .. 10' foo.txt
```

```
# Променя последователността на редовете във файловете f1, f2, f3.
perl -e 'print reverse <>' f1 f2 f3
```

```
# Променя последователността на абзаците във файловете f1, f2, f3.
perl -00 -e 'print reverse <>' f1 f2 f3
```

```
# Изтрива всички други редове освен тези между реда започващ със START и този започващ с END включително във файл foo.txt.
perl -i.old -ne 'print if /^START$/ .. /^END$/' foo.txt
```

## Недостатъци на езика
Противниците на Perl твърдят, че той има много неясен и дори откровено грозен синтаксис, дължащ се на редицата синтактични съкращения, целящи пестене на време при писане на едноредови команди (one-liners), и вградените оператори за работа с регулярни изрази, които значително улесняват работата със символни низове, за сметка на загадъчния си запис. Мотото на езика „Има повече от един начин да го направиш“ (There Is More Than One Way To Do It, съкратено TIMTOWTDI), е друг аргумент на противниците на Perl, както и слабата типизация (която всъщност е една от силните страни на Perl).
Използването на основен набор от правила и конвенции при писането на код, като например тези използвани в документацията на Perl, лесно неутрализират всички синтактични особености.

## Здравей, свят!
Програмата извеждаща „Здравей, свят!“, реализирана на Perl:
```
print
 
"Здравей, свят!\n"
;

```

## Вградени типове данни
Вградените типове данни на Perl се обозначават с помощта на сиджил (символ, използван като представка, т.е. преди името на променливата), който също така представлява и минималистична унгарска нотация:
- Скалар – използва сиджил ', представлява единична стойност, която може да бъде число, символен низ или препратка (или още референция от англ. reference)

- Масив – използва сиджил '@', представлява списък от скалари, означавани (т.е. номерирани) последователно, като масивите в Perl са 0-базирани, но това може да бъде променяно, но е силно непрепоръчително. Поредният номер на даден елемент от масива се нарича индекс. Достъпът до отделни елементи от масива използва подобен на езика C синтаксис: $<име_на_масив>[<индекс>].

- Хеш – използва сиджил '%', (наричан още хеш-таблица или асоциативен масив) е множество от подредени двойки скалари. Като двойките помежду си нямат подредба или номерация, т.е. образуват математическо множество. Елементите на една конкретна двойка обаче са подредени, т.е. има първи и втори: Първият се нарича ключ (на английски: key), а вторият стойност (на английски: value). И двата скалара могат да бъдат произволни и няма нужда да са от един и същи тип. Достъпът до отделни стойности от хеша става чрез ключовете. В известен смисъл ключовете при хеша съответстват на индексите при масива. В това отношение хешът може да се разглежда като по-обща форма на масив, при която индексите не са ограничени до числа, а могат да бъдат произволни скалари. Тъй като ключовете се използват за идентификация на стойностите в хеша, те трябва да са уникални, т.е. да няма повторения. За разлика от тях, стойностите могат да се повтарят – на различни ключове могат да съответстват едни и същи стойности. Достъпът до стойностите на хеша използва синтаксиса: $<име_на_хеш>{име_на_ключ}.

- Файлов манипулатор – няма определен сиджил, наричан още файлов дескриптор (от англ. file descriptor или  file handle), този тип променливи предоставя достъп до файл или друго поточно устройство, като например мрежова връзка, тръба (от англ. pipe), и т.н. Файловият дескриптор може да бъде отворен за писане, четене или и за двете.

- Подпрограма – използва сиджил '&'. Подпрограмата (subroutine, позната още и като функция (на анлг. function) е последователност от инструкции, на които могат да се предават аргументи, извършващи някакво действие с тях, и/или пресмята резултат и накрая евентуално връща стойност (обикновено пресметнатия резултат или нищо, ако няма такъв).

- Typeglob – използва сиджил '*' и представлява тип данни, който предоставя достъп до символните таблици в езика Perl.

Кратки примери:
```
# При декларирането на променливи в езика Perl се използва ключовата дума 'my'

# подобно на ключовата дума 'var', срещаща се в други езици.

# Деклариране на скаларни променливи.

#

my
 
$name
 
=
 
"Янко"
;

my
 
$number
 
=
 
9
;

print
 
"$name #$number\n"
;

# извежда: Янко #9

# Деклариране на масив.

#

my
 
@names
 
=
 
(
"Иван"
,
 
"Петър"
,
 
"Георги"
);

print
 
"$names[0], $names[2] и $names[1]\n"
;

# отпечатва: Иван, Георги и Петър

# Деклариране на хеш.

#

my
 
%hash
 
=
 
(

   
'name'
    
=>
 
'Иван'
,

   
'surname'
 
=>
 
'Георгиев'
,

   
'city'
    
=>
 
'София'
,

);

print
 
"Име: $hash{'name'}\nФамилия: $hash{'surname'}\nМестожителство: $hash{city}\n"
;

# извежда:

# Име: Иван

# Фамилия: Георгиев

# Местожителство: София

# Отваряне на файл за четене.

#

open
 
my
 
$file
,
 
'<'
,
 
'/home/georgi/file.txt'
;

my
 
@line
 
=
 
<$file>
;
 
# Всеки ред на файла се записва като отделен елемент на масива.

close
 
$file
;

# Деклариране на функция / подпрограма.

#

sub
 
count_to
 
{

    
my
 
$n
 
=
 
$_
[
0
];
 
# Аргументите се предават в специалния масив @_.

    
for
 
(
$i
 
=
 
1
;
 
$i
 
<=
 
$n
;
 
$i
++
)
 
{

        
print
"Мога да броя до $i!\n"
;

    
}

}

# Скобите са незадължителни при извикването на функции, стига

# нейната дефиниция да е преди употребата ѝ, но неизползването на скобите

# е добре да бъде прилагано само за вградените функции.

#

count_to
 
4
;

# отпечатва:

# Мога да броя до 1!

# Мога да броя до 2!

# Мога да броя до 3!

# Мога да броя до 4!

# Отпечатва абсолютно същото, но е препоръчително

# сиджилът за функции, да бъде използван само, когато е нужна

# референция към функция.

&
count_to
(
4
);

# Съхранява референция към функция в скалар.

my
 
$count_to_ref
 
=
 
\&
count_to
;

# Извикването на тази референция става, като първо диференцираме или използваме записа с ->.

&
$count_to_ref
(
10
);

$count_to_ref
->
(
10
);

# Когато се използват затваряния (closure), се използват тъкмо референции към анонимни функции

#

my
 
$pow_generator
 
=
 
sub
 
{

    
my
 
$p
 
=
 
$_
[
0
];

    
return
 
sub
 
{

        
my
 
$b
 
=
 
$_
[
0
];

        
return
 
$b
 
**
 
$p
;
 
# b^p

    
};

};

my
 
$pow3
 
=
 
$pow_generator
->
(
3
);

print
 
$pow3
->
(
2
),
 
"\n"
;
 
# извежда: 8 = 2^3

```

## Основни контролни структури
Контролните структури в Perl могат да се записват по два начина. При първия кодът, който ще се изпълнява, е разположен на произволен брой редове, при другия – само на един.
За разлика от езика C, в Perl е задължителна употребата на фигурни скоби за структурите използващи един-единствен оператор.

### Условни структури

#### if
Кодът се изпълнява само ако условието се изпълни:
```
my
 
$today
 
=
 
"понеделник"
;

if
 
(
$today
 
eq
 
"понеделник"
)
 
{

   
print
 
"Днес е понеделник!\n"
;

}

# извежда: Днес е понеделник!

```

Едноредов вариант:
```
my
 
$today
 
=
 
"понеделник"
;

print
 
"Днес е понеделник!\n"
 
if
 
$today
 
eq
 
"понеделник"
;
 
# Скобите на структурите от този вид са незадължителни.

```

if-elsif-else
```
my
 
$today
 
=
 
"сряда"
;

if
 
(
$today
 
eq
 
"понеделник"
)
 
{

   
print
 
"Днес е понеделник!\n"
;

}
 
elsif
 
(
$today
 
eq
 
"вторник"
)
 
{

   
print
 
"Днес е вторник!\n"
;

}
 
elsif
 
(
$today
 
eq
 
"сряда!"
)
 
{

   
print
 
"Днес е сряда!\n"
;

}
 
elsif
 
(
$today
 
eq
 
"четвъртък"
)
 
{

   
print
 
"Днес е четвъртък!\n"
;

}
 
elsif
 
(
$today
 
eq
 
"петък"
)
 
{

   
print
 
"Днес е петък!\n"
;

}
 
else
 
{

   
print
 
"Днес е почивен ден!\n"
;

}

# извежда: Днес е сряда!

```

#### unless
unless е обратната на if и еквивалентна на if not. Кодът се изпълнява, когато условието пропадне.
```
my
 
$today
 
=
 
"понеделник"
;

print
 
"Днес е делник!"
 
if
 
not
 
$today
 
eq
 
"събота"
 
||
 
$today
 
eq
 
"неделя"
;

# извежда: Днес е делник!

```

### Циклични структури
Всички примери извеждат цифрите от 0 до 9.

#### while
При while кодът се изпълнява, докато условието не се провали.
```
my
 
$i
 
=
 
0
;

while
 
(
$i
 
<=
 
9
)
 
{

   
print
 
"$i\n"
;

   
$i
 
=
 
$i
 
+
 
1
;
 
# може да се запише съкратено $i++;

}

```

#### for
for цикъл в стил C, който рядко се използва в Perl
```
for
 
(
my
 
$i
 
=
 
0
;
 
$i
 
<=
 
9
;
 
$i
++
)

{

    
print
 
"$i\n"
;

}

```

#### foreach
Ключовата дума foreach, е синоним на for
```
foreach
 
my
 
$i
 
(
0
 
..
 
9
)
 
# бинарният оператор '..' връща масив с елементите от интервала [$a, $b], записан като $a .. $b

{

   
print
 
"$i\n"
;

}

```

За прекъсване на цикъл или итерация (изпълнение) се използват:
- last – прекъсва изпълнението на цикъла
- next – преминава на следващата итерация

```
my
 
$count_to
 
=
 
10
;

my
 
$counted_to
 
=
 
0
;

while
 
(
$counted_to
 
<=
 
$count_to
)
 
{

   
$counted_to
++
;

   
next
 
if
 
$counted_to
 
==
 
3
;

   
print
 
"$counted_to "
;

   
last
 
if
 
$counted_to
 
==
 
5
;

}

```

Тази програма трябва да брои от 1 до 10 според условието в while, но числото 3 не се извежда, защото при всяка итерация се прави проверка дали $counted_to не е 3, ако е – се пропуска. Също така цикълът няма да стигне никога до 10, защото когато стигне 5, ще се изпълни last и цикълът ще прекъсне.
Цикличните структури в Perl превъзхождат тези в езика C, тъй като те могат да бъдат „именувани“ с етикети и позволяват излизане от дълбоко вмъкнати един в друг цикли:
```
my
 
$i
 
=
 
0
;

OUTER:

while
 
(
$i
 
<
 
10
)

{

    
print
 
"\$i = $i\n"
;

    
MIDDLE:

    
for
 
(
my
 
$j
 
=
 
0
;
 
$j
 
<
 
10
;
 
$j
++
)

    
{

        
print
 
"\$j = $j\n"
;

        
INNER:

        
for
 
my
 
$k
 
(
0
 
..
 
9
)

        
{

            
print
 
"\$k = $k"
;

            
next
 
MIDDLE
 
if
 
$i
 
==
 
6
;

        
}

        
last
 
OUTER
 
if
 
$j
 
==
 
2
;

    
}

    
$i
++
;

}

```

## Поезия в Perl
На Perl може даже да се пишат стихотворения. Едно такова стихотворение с название Black Perl („Черен бисер/перла/“) е било цитирано от Лари Уол в първоаприлско писмо в Usenet. То било написано поначало на Perl 3 и по думите на самия Лари той изпитал морално удовлетворение, когато стихотворението не извадило грешки в синтактически анализатор на Perl 5. Лари е известен и с миролюбивостта си, и протеста срещу милитаристичната политика на големите държави.
```
 
BEFOREHEAD:
 
close
 
door
,
 
each
 
window
 
&
 
exit
;
 
wait
 
until
 
time
.

 
open
 
spellbook
,
 
study
,
 
read
 
(
scan
,
 
select
,
 
tell
 
us
);

 
write
 
it
,
 
print
 
the
 
hex
 
whole
 
each
 
watches
,

 
reverse
 
its
 
length
,
 
write
 
again
;

 
kill
 
spiders
,
 
pop
 
them
,
 
chop
,
 
split
,
 
kill
 
them
.

 
unlink
 
arms
,
 
shift
,
 
wait
 
&
 
listen
 
(
listening
,
 
wait
),

 
sort
 
the
 
flock
 
(
then
,
 
warn
 
the
 
"goats"
 
&
 
kill
 
the
 
"sheep"
);

 
kill
 
them
,
 
dump
 
qualms
,
 
shift
 
moralities
,

 
values
 
aside
,
 
each
 
one
;

 
die
 
sheep
!
 
die
 
to
 
reverse
 
the
 
system

 
you
 
accept
 
(
reject
,
 
respect
);

 
next
 
step
,

 
kill
 
next
 
sacrifice
,
 
each
 
sacrifice
,

 
wait
,
 
redo
 
ritual
 
until
 
"all the spirits are pleased"
;

 
do
 
it
 
(
"as they say"
)
.

 
do
 
it
(
*
everyone
***
must
***
participate
***
in
***
forbidden
**
s
*
e
*
x
*
)
.

 
return
 
last
 
victim
;
 
package
 
body
;

 
exit
 
crypt
 
(
time
,
 
times
 
&
 
"half a time"
)
 
&
 
close
 
it
,

 
select
 
(
quickly
)
 
&
 
warn
 
your
 
next
 
victim
;

 
AFTERWORDS:
 
tell
 
nobody
,

```

## Инсталация
Perl е част от всяка Юникс или Юникс-подобна система. Това може да бъде проверено с изпълнението на командата perl -v в шела. За Уиндоус програмната среда може да бъде безплатно свалена от сайта на ActiveState или сайта на Strawberry Perl – дистрибуция, съдържаща dmake, която улеснява инсталациятa на модули, изискващи make под Unix. Всяка стандартна инсталация на програмната среда може да бъде допълвана с най-различни модули от сайта на CPAN, голяма част от които функционират на различни операционни системи.
Чрез програмата perlbrew на всяка Юникс-подобна система могат да се инсталират няколко версии на интерпретатора само за отделен потребител и да се превключва лесно между тях. Така може да се изпробва дали програмата работи с различни версии на езика.

## Документация
Документацията на Perl изобилства от шеги и игри на думи, за разлика от сухия език на повечето компютърна литература, а годишните обръщения на Лари (State of the Onion, каламбур с обръщението на президента на САЩ, State of the Union) са ненадминати образци на духовитост.
Въпреки шеговития си характер, документацията на езика е изключително пълна и най-важното – общодостъпна. С командата perldoc <име на модул> се извежда помощта за съответния модул. Онлайн документацията изобилства с примери и указания дори и за начинаещи в езика.